# Немилє
Немилє (словен. Nemilje) — поселення в общині Крань, Горенський регіон, Словенія. Висота над рівнем моря: 504 м.